# Рибалочка-чубань азійський
Рибалочка-чубань азійський (Megaceryle lugubris) — вид сиворакшоподібних птахів родини рибалочкових (Alcedinidae). Поширений у Східній Азії.

## Поширення
Мешкає в Гімалаях і передгір'ях Північної Індії, Бангладеш, Північного Індокитаю, Південно-Східної Азії та Японії. Цей птах в основному зустрічається в гірських річках і більших річках у передгір'ях.

## Підвиди
Виділяють чотири підвиди:
- M. l. continentalis (Hartert, 1900) — Гімалаї, від Афганістану до Бутану;
- M. l. guttulata (Stejneger, 1892) — від Бутану до В'єтнаму, Китаю та Північної Кореї;
- M. l. pallida (Momiyama, 1927) — північна Японія (Хоккайдо), південні Курильські острови;
- M. l. lugubris (Temminck, 1834) — центральна та південна Японія (Хонсю, Сікоку та Кюсю).

## Опис
Великий рибалочка, завдовжки до 43 см. На голові є досить помітний гребінь. Його оперення плямисте сіро-біле. Груди і шия білі. У самця вузький червонуватий комірець, у самиці — червонуватий відтінок на передній частині нижньої сторони крил.